# Nuala O'Faolain
Nuala O'Faolain (Clontarf, 1º marzo 1940 – Dublino, 9 maggio 2008) è stata una scrittrice, giornalista, produttrice televisiva e docente irlandese.

## Biografia
Nuala O'Faolain nasce a Clontarf, quartiere di Dublino, il 1 marzo 1940 dal giornalista Terry O'Sullivan e da Catherine O'Faolain, seconda di nove fratelli.
Dopo gli studi in convento e l'espulsione dalla prima scuola per cattiva condotta, studia inglese all'University College Dublin e letteratura medievale all'Università di Hull completando la sua istruzione all'Università di Oxford.
Trasferitasi a Londra, inizia a lavorare in televisione come produttrice per la BBC e nel contempo per reti irlandesi affiancando a queste attività quella di giornalista opinionista per il quotidiano Irish Time.
Esordisce nella narrativa a 56 anni con il memoir Sei qualcuno? nel quale racconta la sua difficile giovinezza e i suoi eccessi bohémien che diventa in breve tempo un bestseller tanto da generare un seguito nel 2003, Dopo tanta solitudine.
Autrice di altri 4 romanzi tra i quali una biografia del criminale irlandese Chicago May.
È morta a Dublino il 9 maggio 2008 a 68 anni per le conseguenze di un cancro. Nel 2012, la RTÉ ha annunciato un nuovo importante documentario sulla sua vita.

## Opere principali

### Romanzi
- L'isola nel cuore (My Dream of You), Parma, Guanda, 2000 traduzione di Federica Oddera ISBN 88-8246-259-5.
- La storia di Chicago May (The Story of Chicago May, 2005), Parma, Guanda, 2007 traduzione di Federica Oddera ISBN 978-88-6088-008-6.
- Con affetto, Rosie (Best Love, Rosie), Parma, Guanda, 2009 traduzione di Stefania De Franco ISBN 978-88-6088-756-6.
- A More Complex Truth (2010)

### Memoir
- Sei qualcuno? (Are You Somebody? The Accidental Memoir of a Dublin Woman, 1996), Parma, Guanda, 2000 traduzione di Anna Rusconi ISBN 88-8246-207-2.
- Dopo tanta solitudine (Almost There:  The Onward Journey of a Dublin Woman, 2003), Parma, Guanda, 2004 traduzione di Corrado Piazzetta ISBN 88-8246-630-2.

## Premi e riconoscimenti
- Jacob's Award: 1985 per il programma Plain Tales
- Prix Femina Étranger: 2006 per La storia di Chicago May